# Hampden Park
Hampden Park è un impianto sportivo britannico di Glasgow, stadio nazionale della rappresentativa calcistica scozzese.
Costruito su progetto del noto architetto britannico Archibald Leitch e inaugurato ufficialmente il 31 ottobre 1903, a livello di club ospitò tre finali di Coppa dei Campioni / Champions League (nel 1960, 1976 e 2002), due finali di Coppa delle Coppe (nel 1962 e nel 1966) e una finale di Coppa UEFA (2007) divenendo così uno dei pochi stadi d'Europa teatro dell'ultimo atto di tutti i tre tornei maggiori UEFA per club.
Storicamente di proprietà del club calcistico Queen's Park che lo deteneva fin dalla fondazione, dal 1º agosto 2020 Hampden Park appartiene alla Scottish Football Association, che di fatto, dal 2000 ne era già usufruttuaria grazie a una concessione ventennale; nel 2019 il Queen's Park cedette legalmente lo stadio, il cui passaggio di proprietà divenne ufficiale il giorno dopo il termine della concessione, scaduta il 31 luglio 2020.
A livello internazionale Hampden Park ha ospitato gare, sia maschili che femminili, del torneo olimpico di calcio del 2012 come sede accessoria di Londra, titolare dei giochi, ed è stato designato ad accogliere alcuni incontri del campionato europeo di calcio 2020, rinviato al 2021.
In ambito extracalcistico Hampden Park fu una delle sedi della Coppa del Mondo di rugby 1999 organizzata dal Galles e, per sette stagioni, fu anche l'impianto interno della formazione britannica di football americano dello Scottish Claymores.
A lungo tra gli impianti più capienti del mondo e capace di affluenze vicine ai 150000 spettatori, attraverso varie ristrutturazioni intercorse per ragioni di sicurezza ha ridotto la sua capacità fino al valore fissato nel 1999 di circa 52000 spettatori.

## Storia
La struttura attuale, quella inaugurata nel 1903, è in realtà la terza in ordine di tempo a chiamarsi Hampden Park: la prima, già all'epoca sorta per iniziativa del Queen's Park, vide la luce nel 1873.
Singolarmente, considerato il futuro destino di stadio nazionale scozzese, l'impianto deve il suo nome alla memoria di un nativo dell'Inghilterra, John Hampden, cui era intitolata la strada in cui sorgeva: questi era un politico che parteggiava per i Roundhead (gli antimonarchici) e morì durante la guerra civile inglese.
Nel 1883, a seguito d'esproprio di Hampden Park per il passaggio di una linea ferroviaria, il Queen's Park lasciò l'impianto e, dopo un anno come affittuario presso un altro club, nel 1884 acquistò un terreno distante meno di 150 m dalla vecchia sede.
Ivi la squadra rimase quasi vent'anni, durante i quali lo stadio ebbe anche l'occasione di ospitare un incontro internazionale di rugby, quello dell'Home Championship 1896 tra Scozia e Inghilterra valido per la Calcutta Cup.
Dopo il disastro dell'Ibrox del 1902 e la necessità di dotarsi di un impianto più capiente, fu commissionato all'architetto scozzese Archibald Leitch uno stadio che tenesse conto delle criticità che avevano causato il crollo delle tribune di Ibrox, e che vide la luce negli ultimi mesi del 1903: l'inaugurazione avvenne il 31 ottobre di quell'anno in occasione di uno dei derby cittadini contro il Celtic vinto 1-0.

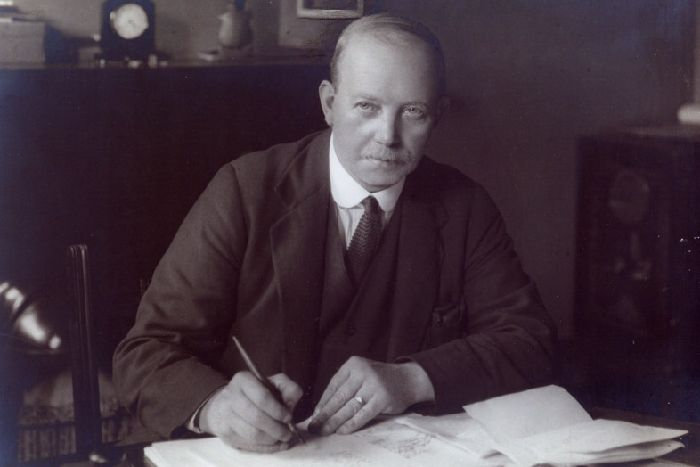
L'architetto Archibald Leitch

Leitch aveva disegnato un impianto capace di più di 100000 posti che, fino alla costruzione del Maracanã a Rio de Janeiro nel 1950, fu il più capiente del mondo.
Dal 1906 Hampden iniziò a ospitare l'incontro del Torneo Interbritannico tra Inghilterra e Scozia nelle occasioni in cui il calendario designava quest'ultima come squadra di casa, guadagnandosi il ruolo ufficioso di stadio nazionale; tale figura fu ufficializzata quando la federazione decise di disputarvi, dal 1925, la finale di Coppa di Scozia, divenuta appuntamento fisso da allora, salvo le inagibilità dell'impianto per lavori di ristrutturazione.
Il 1906 fu anche l'anno in cui Hampden Park ospitò il primo dei suoi rari incontri internazionali di rugby a 15: la Scozia ivi incontrò il Sudafrica impegnato nel primo tour della sua storia e lo batté 6-0 con mete di Alex Purves e MacLeod.
Nel 1931 l'Austria fu la prima nazionale di calcio di un Paese esterno alle isole britanniche a giocare ad Hampden Park.
Lavori condotti sempre sotto la direzione di Leitch nel 1938, con l'apertura di una nuova tribuna sul lato settentrionale dello stadio, ne portarono la capacità massima a 183724 spettatori, ma l'omologazione giunse solo per 150 000 biglietti.
Benché non sia possibile risalire alla massima affluenza effettivamente raggiunta per via delle numerose occasioni in cui gli spettatori si infiltrarono nell'impianto senza biglietto, il record ufficiale risulta essere quello dell'incontro internazionale dell'Interbritannico 1937 tra Scozia e Inghilterra, cui assistettero 149415 spettatori paganti; nel dopoguerra, altresì, quello dell'incontro di club di semifinale di Coppa dei Campioni 1969-70 tra Celtic e Leeds Utd.
Durante la seconda guerra mondiale Hampden Park rientrò nell'elenco di stadi di grossa capienza nei quali proibire incontri per timore di costituire un facile bersaglio dei bombardieri dell'aviazione militare nazista; ciononostante, anche con la sospensione delle competizioni maggiori durante il periodo bellico, lo stadio raggiunse un'affluenza di 75000 spettatori durante la finale di un torneo di guerra nel 1940.
La pertinenza accessoria dello stadio, un campo più piccolo chiamato Lesser Hampden divenne sede di un comando militare; il Queen's Park ricevette un ordine governativo di utilizzare i terreni di gioco a scopo agricolo, ma il club ignorò l'imposizione e i militari non diedero seguito all'ordine.

### Il secondo dopoguerra
Dopo la guerra Hampden divenne di fatto sede fissa degli incontri della nazionale scozzese di calcio che, fino al 1942, aveva giocato in tale stadio solo 17 volte (15 contro l'Inghilterra, una contro la citata Austria e un'altra contro la Cecoslovacchia).
Un incendio occorso all'interno dell'impianto il giorno di Natale del 1945 rese necessario ricostruire la sala stampa e alcuni uffici danneggiati dalle fiamme.
Per celebrare il rientro delle quattro Home Nations nella FIFA, il 10 maggio 1947 fu organizzato ad Hampden Park un incontro tra Gran Bretagna e resto d'Europa, vinto 6-1 dai locali davanti a 130000 spettatori.
Insieme ad Ibrox, Hampden fu teatro della Coronation Cup, torneo estemporaneo organizzato nel 1953 dalle federcalcio inglese e scozzese per celebrare l'incoronazione di Elisabetta II: la finale, ivi disputata, vide il Celtic battere 2-0 l'Hibernians.

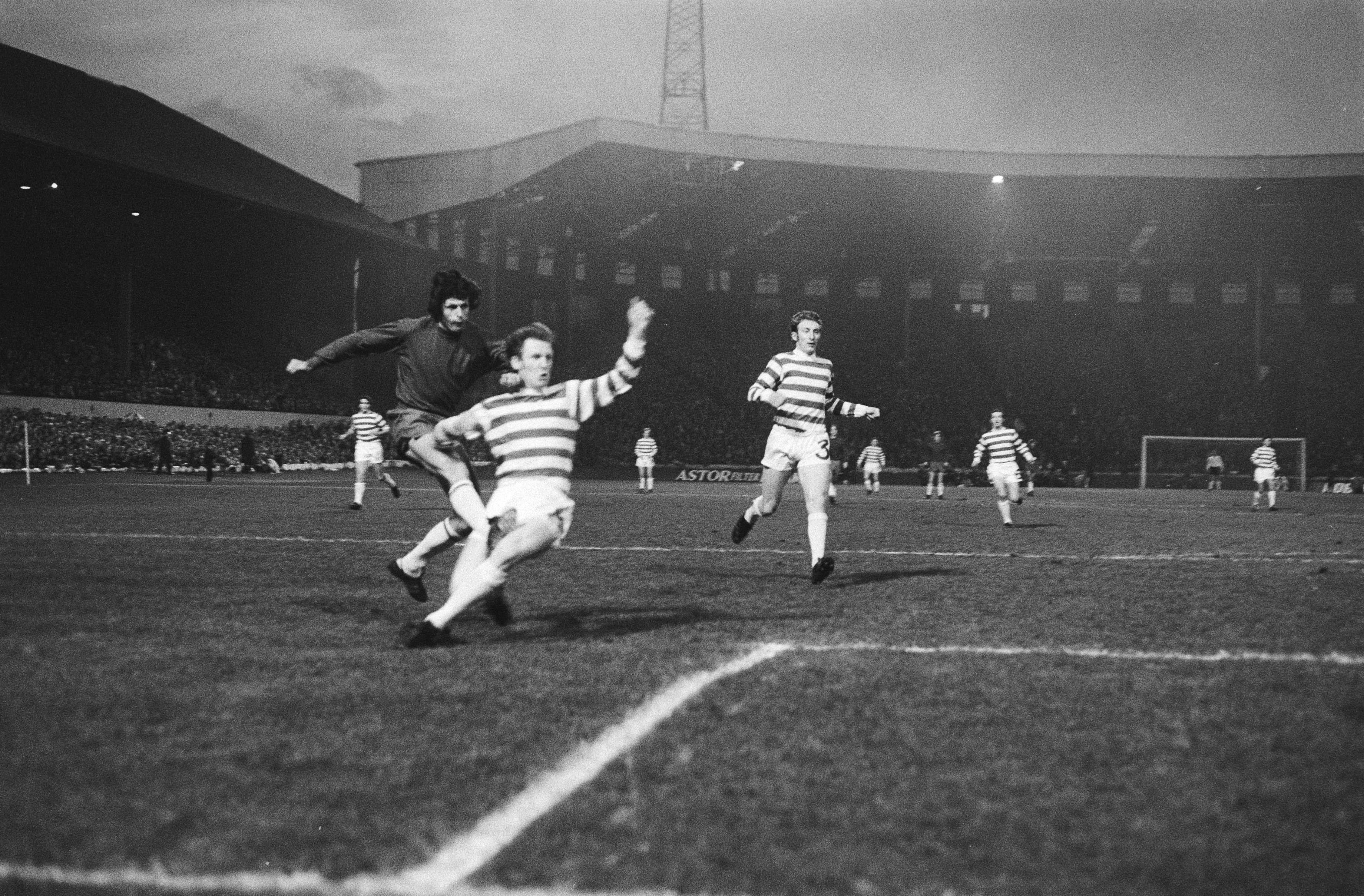
Una fase di — a Hampden, Coppa dei Campioni 1970-71

Il primo grande appuntamento continentale fu l'organizzazione della finale di Coppa dei Campioni 1959-60, che vide in campo Real Madrid ed Eintracht Francoforte: gli spagnoli vinsero 7-3 conquistando la loro quinta coppa consecutiva.
Nel 1961 Hampden Park fu dotato di impianto di illuminazione, inaugurato con un'amichevole tra lo stesso Eintracht e il Rangers, e l'anno successivo fu sede della finale di Coppa delle Coppe 1961-62 tra Atlético Madrid e Fiorentina, terminata 1-1 e rigiocata a Stoccarda.
Ancora, quattro anni più tardi nel 1965-66, ivi si tenne l'ultimo atto della stessa competizione, tra i tedesco-occidentali del Borussia Dortmund che vinsero 2-1 sugli inglesi del Liverpool.
Nessuno dei due incontri fu capace di riempire lo stadio oltre un terzo della capienza massima, quindi la federazione scozzese non ospitò più finali europee per oltre un decennio.
Tuttavia il Celtic campione d'Europa 1967 utilizzò Hampden per ospitarvi gli argentini del Racing Club di Avellaneda in occasione della gara d'andata della Coppa Intercontinentale, vinta 1-0 davanti a circa centomila spettatori e, tre anni più tardi, vi disputò la citata semifinale di Coppa dei Campioni 1969-70 contro il Leeds Utd: i 136505 spettatori registrati in tale occasione costituiscono il record di affluenza per un incontro in competizioni UEFA per club.

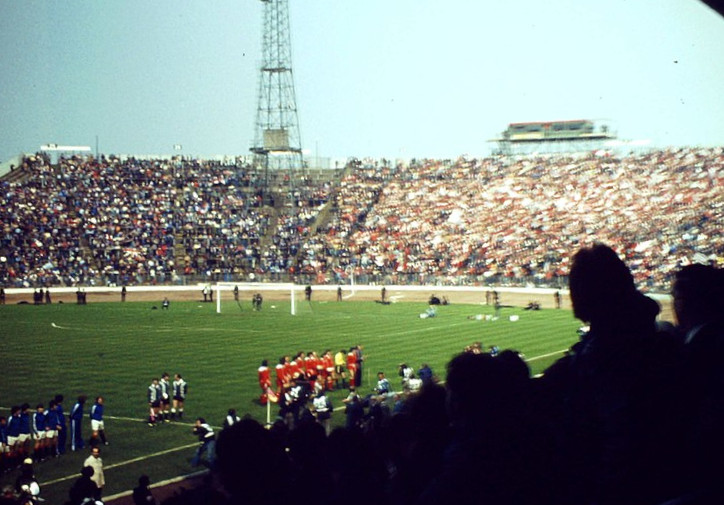
Le squadre di e schierate prima dell'inizio della finale di Coppa di Scozia 1977-78

A ottobre 1968 un incendio doloso distrusse parte degli uffici, uno spogliatoio e 1400 seggiolini; tale vandalismo provocò lo spostamento della finale di Coppa di Scozia 1968-69.
Con l'avvento degli anni settanta Hampden iniziò a mostrare i segni dell'età; in sette decenni di storia aveva vissuto marginali ristrutturazioni e stava diventando inadeguato in base alle nuove norme di sicurezza imposte nel Regno Unito.
L'esigenza di aggiornare l'impianto si fece impellente dopo il secondo disastro dell'Ibrox del 1971, nel quale 66 spettatori rimasero soffocati nella calca; la stampa britannica non mancò di sottolineare lo scarso impegno dei club, più propensi a spendere denaro per comprare giocatori che non per investire nella sicurezza dei propri impianti, contrapponendo l'obsolescenza delle strutture sportive in Gran Bretagna con i passi avanti fatti nell'Europa continentale.
Nel 1975 fu varato il Safety of Sports Grounds Act, che introdusse una prima serie di norme di sicurezza: l'agibilità dell'impianto era in capo alle autorità locali, alle quali spettava anche valutare l'opportunità di imporre barriere di separazione tra le tifoserie e limitazioni all'affluenza; a seguito di tali norme la capacità massima di Hampden fu ridotta a 81000 spettatori.
Finalmente, nel 1976, Hampden tornò a ospitare una finale UEFA, quella di Coppa dei Campioni tra l'ennesima compagine tedesco-occidentale, nell'occasione il Bayern Monaco, e il Saint-Étienne, battuto 1-0 alla fine di quello che passò alla storia come «l'incontro dei pali quadrati» (in francese le match aux poteaux carrés): la formazione francese, infatti, prima di soccombere a metà del secondo tempo a causa del gol bavarese marcato da Franz Roth su punizione, aveva colpito due traverse nel primo tempo.
Tuttavia, all'epoca era permesso utilizzare pali con profilo squadrato, successivamente proibiti dalla FIFA per motivi di sicurezza, e il Saint-Étienne ha spesso espresso la convinzione che, se vi fossero stati pali tondeggianti invece che dal profilo spigoloso, il pallone non sarebbe rimbalzato in campo dopo aver colpito la traversa ma avrebbe oltrepassato la linea di fondo campo.
Nel 1987 i pali di Hampden Park furono sostituiti per rispettare le nuove normative ed esposti per più di un quarto di secolo allo Scottish Football museum, fino a quando il Saint-Étienne nel 2013 li acquistò per 20000 £ per esporli a propria volta nel proprio museo, in ricordo dell'impresa che lo portò vicino al titolo di campione d'Europa.

### Dopo il rapporto Taylor
A fine anni ottanta, a seguito del disastro di Hillsborough a Sheffield che costò la vita a 96 tifosi, la camera britannica dei Lord commissionò a un suo pari, il giudice Peter Taylor di Gosforth, una relazione che analizzasse le cause e gli eventuali rimedi a incidenti come quello appena accaduto.
Tale indagine, nota come rapporto Taylor, fu alla base di una serie di norme, le più rilevanti delle quali prescrissero che i nuovi impianti del Regno Unito fossero progettati solo con posti a sedere e quelli esistenti dovessero essere trasformati per adeguarsi alla legge.

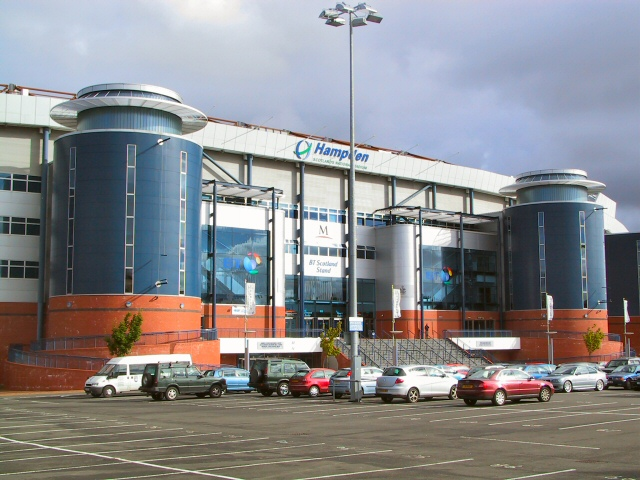
L'esterno della tribuna meridionale dopo la ristrutturazione del 1997-99

Il Queen's Park, che era rimasto allo status dilettantistico, negli anni ottanta non disponeva delle risorse finanziarie necessarie ad adeguare l'impianto alle norme del 1975, né il consiglio comunale di Glasgow intendeva continuare a sovvenzionare le attività dello stadio.
Un tentativo di vendita dell'impianto era stato fermato dai tifosi e una pubblica sottoscrizione aveva permesso al club di affrontare una serie minimale di lavori per mantenere lo stadio quantomeno sopra il limite di agibilità: tali lavori riguardarono la cementificazione di tutti gli spalti ancora in legno e la demolizione di parte di una tribuna obsoleta, oltre all'installazione di tornelli per il controllo spettatori.
Al termine di tali lavori, durati 5 anni e costati 3 milioni di sterline, la capacità fu ulteriormente ridotta a 74370.
Successivi lavori erano in programma a fine anni ottanta, ma alla luce del rapporto Taylor sarebbero stati insufficienti e una successiva revisione costi per adeguare lo stadio alle nuove norme portò la spesa da sostenere a 25 milioni di sterline.
Nel frattempo, dal 1984 il Torneo Interbritannico non si disputava più e il 1989 fu l'ultimo anno in cui Inghilterra e Scozia si incontrarono su base annuale: si pose quindi la questione se Hampden dovesse continuare a essere lo stadio nazionale, con il Rangers che propose, per tale ruolo, il proprio stadio di Ibrox.
Il comitato di gestione dello stadio, composto dal Queen's Park, la federazione e la Scottish Football League, ignorò la proposta e finanziò un progetto minimale di 700000 £ nel 1991, che trasformò la tribuna occidentale in una gradinata con tutti posti a sedere, anche se non bastò per ottenere dalla FIFA la licenza per ospitare gli incontri ufficiali di qualificazione al campionato mondiale.

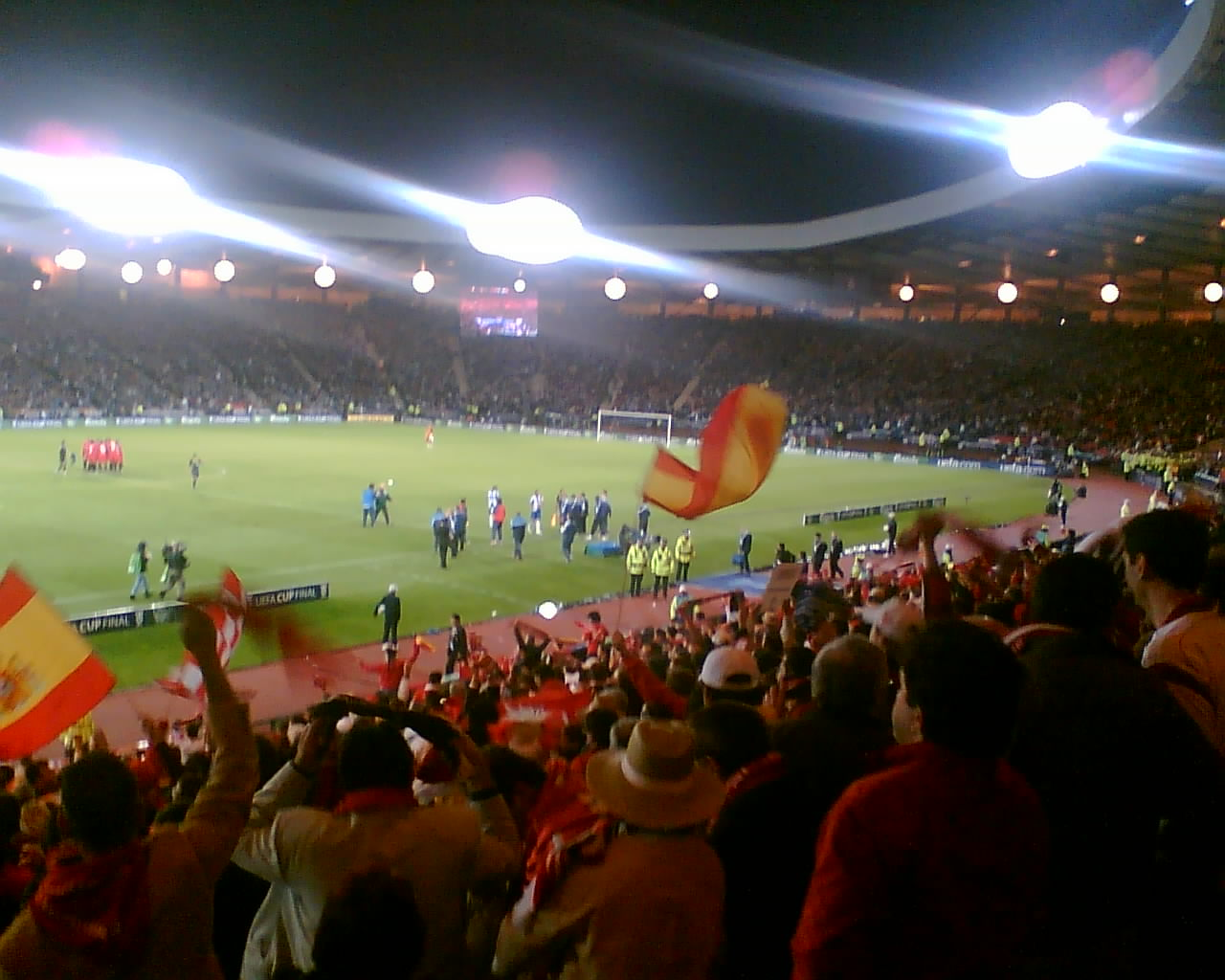
Una fase della finale di Coppa UEFA 2006-07 tra e

Nel 1992 il governo britannico decise, infine, di sbloccare un finanziamento di tre milioni e mezzo di sterline, che permise l'avvio di un piano complessivo da 12 milioni per trasformare a sedere tutti i posti dello stadio.
I lavori procedettero a tappe nei due anni successivi e il 23 marzo 1994 fu parzialmente riaperto lo stadio per ospitare un'amichevole contro i Paesi Bassi: l'impianto era in quel momento capace di circa 37000 spettatori.
Una fonte di finanziamento fu costituita dal Celtic che, dovendo ristrutturare il suo Celtic Park, nella stagione 1994-95 affittò Hampden Park per 500000 £.
Nel 1997, infine, iniziò l'ultima serie di lavori, per i quali furono stanziati 59000000 £ da parte di National Lottery.
I lavori, che riguardarono la ricostruzione completa della tribuna meridionale (quella opposta alla principale) e la copertura dell'impianto, sforarono di 4 milioni il preventivo: l'inaugurazione avvenne con la finale di Coppa di Scozia 1998-99 e pochi mesi più tardi accolse anche un incontro della fase a gironi della Coppa del Mondo di rugby 1999, formalmente organizzata dal Galles ma cui tutte le Isole britanniche offrirono supporto logistico: di scena fu il Sudafrica che batté 39-3 l'Uruguay per quello che fu, all'epoca, solo il terzo incontro internazionale di rugby a 15 tenutosi nell'impianto.
Al termine di tutte le citate ristrutturazioni, la capacità definitiva dell'impianto fu portata a 51866 spettatori, poco più di un terzo della capienza massima omologata che per lungo tempo poté vantare.
Nel 2000 il Queen's Park concesse alla federazione scozzese un affitto ventennale rinnovabile.
Una volta conseguito il rientro nei parametri di agibilità previsti dalle norme di legge e sportive, l'UEFA concesse alla federazione scozzese di organizzare ad Hampden la finale di Champions League 2001-02, nel corso della quale il Real Madrid, alla sua seconda presenza in tale impianto, batté 2-1 il Bayer Leverkusen.
Quando le fu affidata anche la finale della Coppa UEFA 2006-07, Hampden entrò nel ristretto gruppo degli stadi aventi ospitato la gara decisiva di tutte le tre maggiori competizioni europee di club.
Nel 2012 Hampden Park fu, altresì, uno degli impianti del torneo di calcio ai Giochi della XXX Olimpiade come sede accessoria di Londra; ospitò sia incontri del torneo maschile che femminile, debuttando due giorni prima dell'apertura ufficiale con un incontro delle donne di Stati Uniti e Francia e, due anni più tardi, fu sede di tutte le gare d'atletica leggera e della cerimonia di chiusura dei ventesimi giochi del Commonwealth che si tennero a Glasgow.
Infine fu designato dall'UEFA quale una delle sedi del campionato europeo di calcio 2020, ruolo confermato anche dopo il rinvio della competizione al 2021 a causa della pandemia mondiale di COVID-19.

### Acquisto da parte della SFA

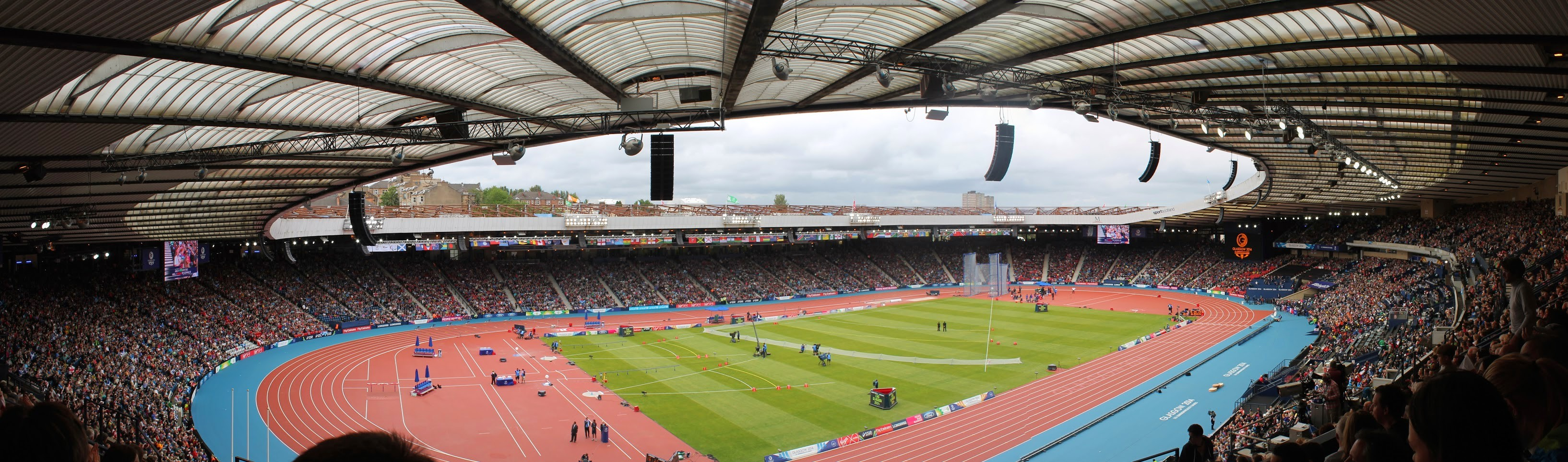
Panoramica di Hampden durante i XX Giochi del Commonwealth nel 2014

Con l'avvicinarsi della fine dell'affitto ventennale grazie a cui la federcalcio scozzese utilizzava le strutture sia sportive che civili dell'edificio, avendovi insediato i propri uffici, iniziarono le negoziazioni per stabilire il futuro assetto proprietario dello stadio, gestito da Hampden Park Limited, società posseduta in gran parte dal Queen's Park.
Il nodo principale da affrontare era l'assenza di risorse finanziarie, da parte di un club all'epoca dilettantistico come il Queen's Park, per gestire un impianto ormai sovradimensionato rispetto alle sue esigenze.
Nel 2018 la Scottish Rugby Union, proprietaria dello stadio di Murrayfield, propose alla sua omologa calcistica di unificare la sede nazionale delle due discipline in tale impianto condividendone le spese di gestione; nonostante le manifestazioni di interesse della Scottish Football Association, tuttavia, prevalse la considerazione che adottare Murrayfield avrebbe significato spostare la capitale del calcio scozzese da Glasgow a Edimburgo, e fu deciso quindi di declinare l'offerta per rilanciare invece la proposta d'acquisto di Hampden dal Queen's Park.
La trattativa subì uno stallo nel 2019 quando la città di Glasgow rifiutò di rinunciare a una garanzia flottante sullo stadio (concessale negli anni novanta quando erogò 2600000 £ per partecipare ai lavori di ristrutturazione) a meno di avere voce in capitolo sui futuri utilizzi dello stesso.
A metà 2019 il club e la federazione giunsero a un accordo di compravendita, con il quale il primo cedette Hampden Park alla seconda a far data dal termine della concessione ventennale, scaduta il 31 luglio 2020; dal 1º agosto successivo lo stadio è, anche ufficialmente, di proprietà della Scottish Football Association e una pertinenza dello stadio, chiamata Lesser Hampden, della capienza di qualche migliaio di posti, è destinata a divenire la nuova sede del Queen's Park.

## Usi alternativi al calcio
Lo stadio, prevalentemente calcistico, ha ospitato dal 1906 quattro incontri internazionali di rugby a 15, tre dei quali aventi come protagonista la nazionale maggiore della Scozia, il più recente dei quali nel 2004 durante il tour australiano, nel corso del quale gli Wallabies prevalsero 31-17 sulla formazione di casa.
L'unico incontro non disputato dalla nazionale del Cardo è quello citato della Coppa del Mondo 1999 tra Sudafrica e Uruguay.
Hampden fu anche teatro, nel 1927, di un'esibizione professionistica della tennista francese Suzanne Lenglen di fronte a circa 8000 spettatori.
Tra il 1998 e il 2004 Hampden — inizialmente in condivisione con Murrayfield poi da solo — fu l'impianto interno della formazione di football americano della NFL Europa Scottish Claymores, compagine in cui per una stagione militò anche l'ex rugbista internazionale scozzese Gavin Hastings che con essa vinse il titolo continentale nel 1996.

## Incontri internazionali di rilievo

### Calcio
| Arbitro: | William McLean |

|                                |           |            |
| O’Donnell 47’ McPhail 62’, 88’ | Marcatori | 40’ Steele |

| Arbitro: | Kari Seitz |

|             |           |                        |
| Fischer 17’ | Marcatori | 28’ Georges 38’ Renard |

| Arbitro: | Daniele Orsato |

|              |           |                            |
| Forsberg 43’ | Marcatori | 27’ Zinčenko 120+1’ Dovbyk |

### Rugby a 15
| Arbitro: | Henry H. Corley |

|                  |    |  |
| McLeod A. Purves | mt |  |

| Arbitro: | Peter Marshall |

|                                                            |      |             |
| Fleck 6’ v.d. Westhuizen 18’, 76’ Kayser 34’ v.d. Berg 68’ | mt   |             |
| de Beer 6’, 18’, 34’, 76’                                  | tr   |             |
| de Beer 14’, 26’                                           | c.p. | 29’ Aguirre |